# Tropikalne wilgotne lasy górskie

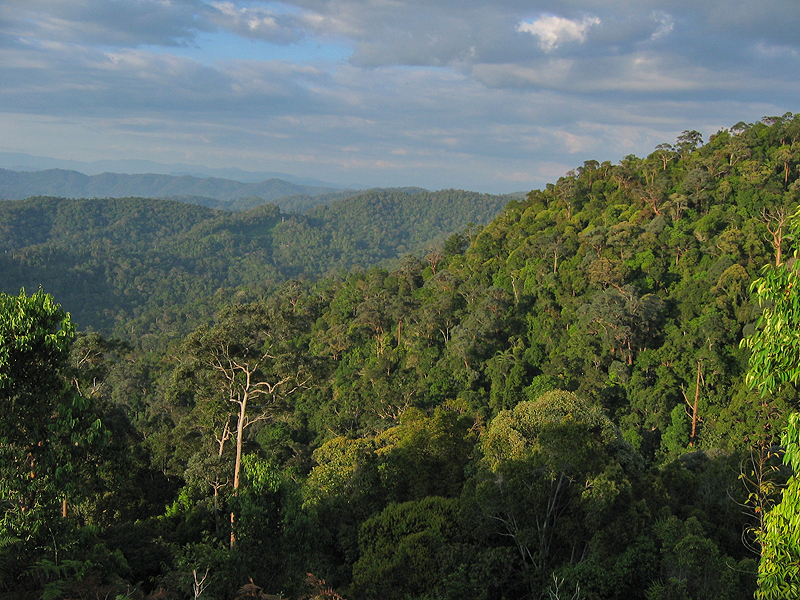
Tropikalny wilgotny las górski w parku narodowym Taman Negara w Malezji

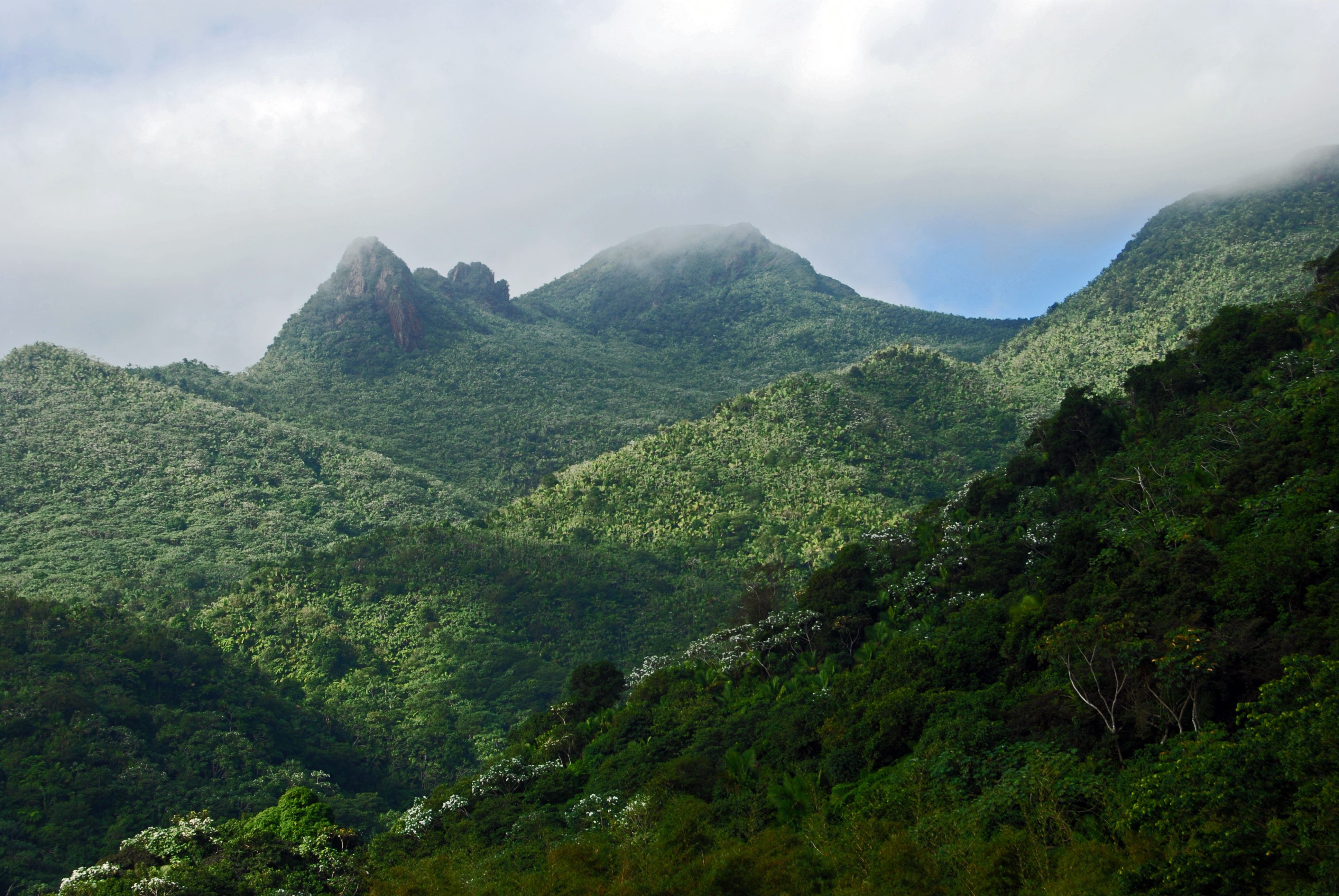
Lasy tropikalne w górach Portoryko

Tropikalne wilgotne lasy górskie – formacja roślinna występująca w strefie międzyzwrotnikowej na obszarach górskich zwykle między 1000 i 3500 m n.p.m. Lasy te rozwijają się na obszarach o znacznych i wyrównanych w ciągu roku opadach. W miejscach, gdzie dodatkowo regularnie następuje kondensacja mgieł, tworzą się specyficzne lasy mgielne. Lasy górskie w niższych położeniach nawiązują do nizinnych, w miarę wzrostu wysokości następują wyraźne zmiany w ich strukturze i składzie. Generalnie wraz ze wzrostem wysokości spada wysokość drzew, ich liście zmniejszają rozmiary i stają się sztywne (kserofilne), zwiększa się udział epifitów, mszaków, paproci, spada udział lian.
Światowe zasoby tych lasów wynoszą 305 milionów ha i stanowią one 13% lasów tropikalnych i subtropikalnych. Lasy te wyróżniają się różnorodnością gatunkową, stanowiąc jedne z najbardziej zróżnicowanych gatunkowo formacji, cechując się przy tym znacznym udziałem endemitów.

## Warunki kształtowania się

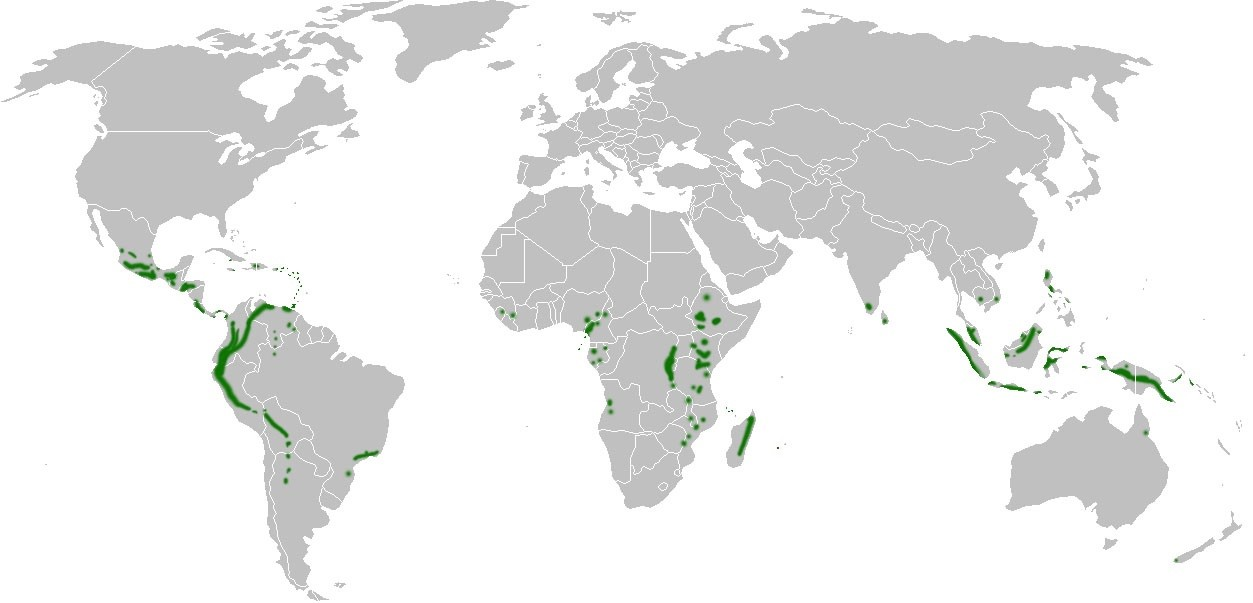
Występowanie tropikalnych wilgotnych lasów górskich

Lasy górskie porastają obszary położone zwykle między rzędnymi 1000 i 3500 m n.p.m. Czasem jednak kształtują się też na niższych wysokościach w zależności od lokalnych warunków (często skrócone wysokości pięter roślinności występują na izolowanych, stosunkowo niewielkich masywach górskich). Z kolei na wielkich masywach spadki temperatur następują wyżej i tam lasy górskie zaczynają się od ok. 1200 m n.p.m. w zachodniej Afryce, 1400 m na Nowej Gwinei i 1800 m w Ameryce Południowej. Maksymalny zasięg roślinności leśnej w górach równikowych sięga ok. 4000 m n.p.m. Spadek temperatur z wysokością jest też wyraźniejszy bliżej zwrotników, słabszy w rejonie równika, co odpowiednio wpływa na zasięgi pięter roślinności.
W stosunku do wilgotnych lasów nizinnych rozwijają się na obszarach cechujących się niższymi temperaturami, aczkolwiek nie występują tu temperatury ujemne. Wahania sezonowe temperatury są niewielkie. Wielkość opadów w skali roku zwykle przekracza 1000 mm i w odróżnieniu od obszarów zajmowanych przez tropikalne lasy suche – nie występuje tu ich sezonowość – zwykle w każdym miesiącu spada przynajmniej  60 mm deszczu. Specyficzne warunki wilgotnościowe i świetlne panują na stokach, do których dociera stale wilgotne powietrze znad morza – następuje w tych miejscach regularnie kondensacja chmur i lasy te spowijają mgły. Drobne krople w niej zawarte zaopatrują lasy w wodę będącą ekwiwalentem od kilkudziesięciu do 1990 mm opadów rocznie. Stałe zachmurzenie zmniejsza w nich nasłonecznienie o ok. 30%. W takich miejscach kształtują się lasy mgliste stanowiące 6,6% areału górskich lasów wilgotnych.

## Szata roślinna

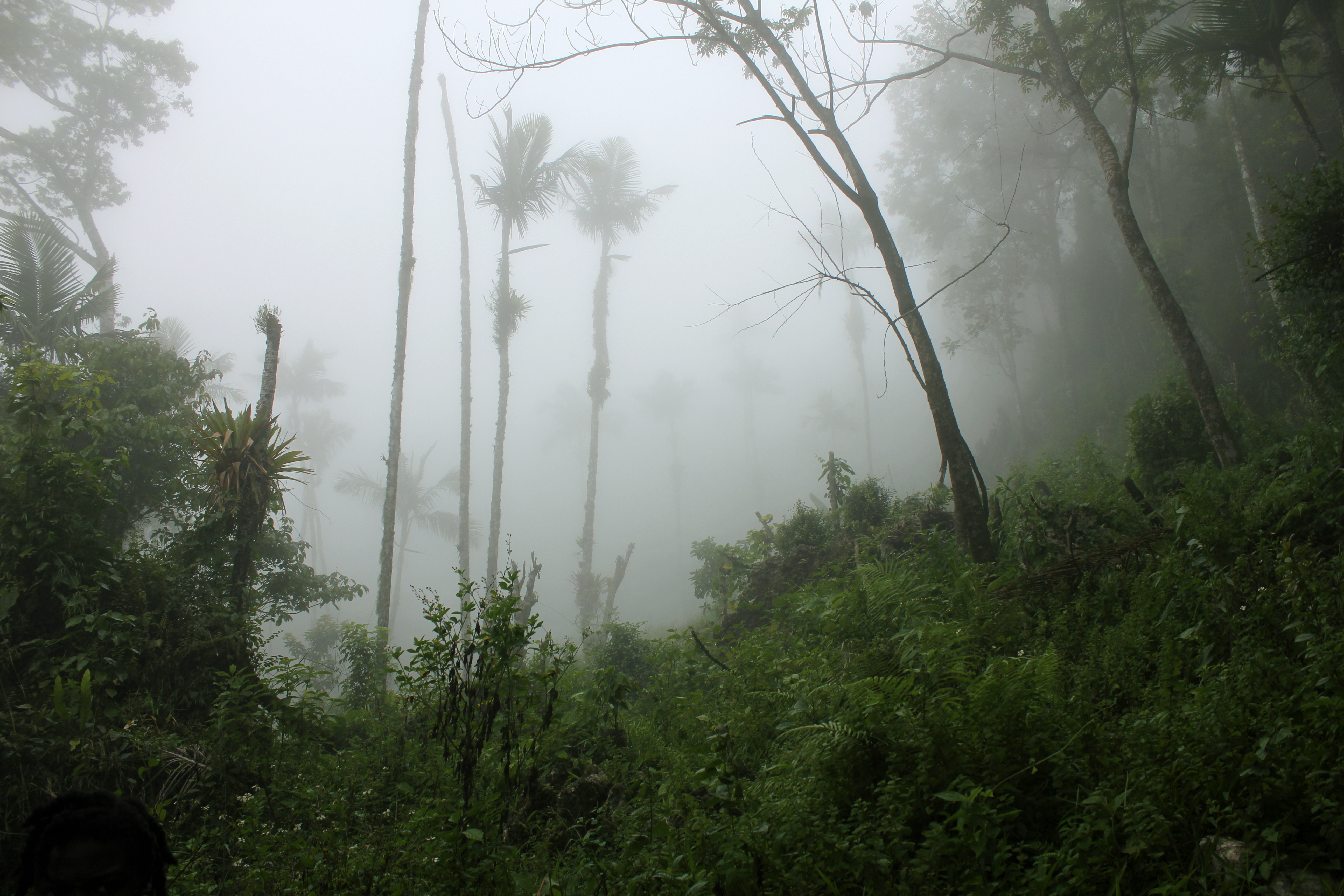
Las mgielny na Haiti

Na niższych wysokościach, do ok. 1600 m n.p.m., występują tzw. lasy przejściowe mocno nawiązujące do tropikalnych wilgotnych lasów nizinnych. Różnice w stosunku do nich polegają na mniejszej wysokości drzew (rzadko przekraczają 30 m). Zanikają tu także typowe dla lasów nizinnych drzewa o korzeniach szkarpowych. Zmienia się skład florystyczny drzew – spada udział drzew z rodzin związanych z lasami nizinnymi: bobowatych Fabaceae, flaszowcowatych Annonaceae, ochnowatych Ochnaceae, trudziczkowatych Combretaceae i Icacinaceae. Zmiany w składzie są bardzo zróżnicowane regionalnie, np. na Nowej Gwinei w lasach tych udział palm Arecaceae jest mniejszy niż w lasach nizinnych, z kolei w Ameryce Południowej często dominują one w niższej warstwie drzew i podszycie w miejscach wilgotnych. 
Wyraźniejsze zmiany w strukturze i składzie lasów następują zwykle od wysokości ok. 1600 m n.p.m. Spada tu znacząco wysokość drzew, osiągających maksymalnie 15–25 m. Pnie drzew są tu grubsze, korony są bardziej gęste i silniej rozgałęzione. Częstsze są luki. Liczniej obecne są tu paprocie drzewiaste, bambusy, epifity i rośliny zielne w runie, spada zaś udział i zróżnicowanie lian. W warstwie drzew dominują zimozielone gatunki liściaste, sklerofilne – o grubych, skórzastych blaszkach. Udział drzew o liściach sezonowych nie przekracza 25%. Miejscami pojawiają się tu gatunki iglaste, w tym w dwuwarstwowych lasach z wyższym piętrem z dominacją bambusów i niższym z nagonasiennymi. 
Bliżej górnej granicy lasu, przebiegającej w tropikach na rzędnej 3500 do 4000 m n.p.m., rosną lasy z drzewami często nieprzekraczającymi 10 m wysokości, o pniach pokręconych, z konarami pokrytymi gęsto epifitami, w tym mszakami i paprociami, które porastają również powierzchnię ziemi, gdzie często dominują też torfowce i widliczki. Szczególnie bujnie rozwinięta jest roślinność w lasach pokrywających zbocza od strony dominujących wiatrów wiejących od morza. Lasy te z powodu regularnie występującej tu kondensacji chmur i w efekcie częstych mgieł zwane są lasami mglistymi. Miejscami pod samą górną granicą lasu (np. w Andach i na Nowej Gwinei) wykształcają się specyficzne niskie tropikalne kserofilne lasy subalpejskie, z drzewami osiągającymi kilka metrów wysokości, o bardzo drobnych liściach. W Afryce piętro subalpejskie wykształca się na rzędnych 2700–3800 m n.p.m. i pokrywają je niskie lasy z silnie rozwiniętą warstwą mszystą, licznymi epifitami i dużym udziałem wrzosowatych Ericaceae i zdrewniałych dziurawców Hypericum.

## Klasyfikacje
W międzynarodowej klasyfikacji roślinności (International Vegetation Classification, IVC) górskie lasy tropikalne (1.A.3. Tropical Montane Humid Forest – F004) stanowią jedną z pięciu formacji w podklasie formacji lasy tropikalne (1.A. Tropical Forest & Woodland – S17). Analogicznie ujmowane są w klasyfikacji siedlisk Międzynarodowej Unii Ochrony Przyrody (IUCN).
W klasyfikacji biomów Elgene Boxa i Kazue Fujiwary (2013) tropikalne wilgotne lasy górskie tworzą wraz z lasami nizinnymi wilgotne lasy równikowe (tropical rain forest).
W typologii formacji roślinnych stosowanej przez World Wide Fund for Nature (WWF) lasy te wchodzą w skład biomu tropikalnych i subtropikalnych wilgotnych lasów liściastych (Tropical & Subtropical Moist Broadleaf Forests).

## Ekoregiony WWF
Tropikalne wilgotne lasy górskie dominują w następujących  ekoregionach wyróżnionych przez World Wide Fund for Nature (WWF) (lasy górskie występują jednak także w innych ekoregionach lasów tropikalnych):
w Australazji:
- AA0105 Górskie lasy deszczowe Gór Centralnych (Central Range montane rain forests)
- AA0107 Górskie lasy deszczowe półwyspu Huon (Huon Peninsula montane rain forests)
- AA0112 Górskie lasy deszczowe Archipelagu Bismarcka (New Britain-New Ireland montane rain forests)
- AA0116 Północno-nowo-gwinejskie górskie lasy deszczowe (Northern New Guinea montane rain forests)
- AA0124 Górskie lasy deszczowe Celebesu (Sulawesi montane rain forests)
- AA0127 Górskie lasy deszczowe Ptasiej Głowy (Vogelkop montane rain forests)

w Afryce:
- AT0101 Górskie lasy Wielkiego Rowu Zachodniego (Albertine Rift montane forests)
- AT0103 Kameruńskie lasy wyżynne (Cameroonian Highlands forests)
- AT0108 Wschodnioafrykańskie lasy górskie (East African montane forests)
- AT0109 Lasy górskie wschodniej Tanzanii i Kenii (Eastern Arc forests)
- AT0112 Etiopskie lasy górskie (Ethiopian montane forests)
- AT0114 Gwinejskie lasy górskie (Guinean montane forests)
- AT0115 Górskie lasy knysna (Knysna-Amatole montane forests)
- AT0121 Górskie lasy Kamerunu i Bioko (Mount Cameroon and Bioko montane forests)

w Azji:
- IM0103 Górskie lasy deszczowe Borneo (Borneo montane rain forests)
- IM0106 Lasy deszczowe Gór Kardamonowych (Cardamom Mountains rain forests)
- IM0109 Lasy deszczowe Gór Arakańskich (Chin Hills-Arakan Yoma montane forests)
- IM0111 Wschodniodekańskie wilgotne lasy zrzucające liście (Eastern highlands moist deciduous forests)
- IM0112 Górskie lasy deszczowe wschodniej Jawy i Bali (Eastern Java-Bali montane rain forests)
- IM0115 Himalajskie  liściaste lasy subtropikalne (Himalayan subtropical broadleaf forests)
- IM0118 Lasy zimozielone Gór Południowochińskich (Jian Nan subtropical evergreen forests)
- IM0119 Kajo-kareńskie górskie lasy deszczowe (Kayah-Karen montane rain forests)
- IM0121 Górskie lasy deszczowe Luang Prabang (Luang Prabang montane rain forests)
- IM0122 Luzońskie górskie lasy deszczowe (Luzon montane rain forests)
- IM0128 Górskie lasy deszczowe Mindanao (Mindanao montane rain forests)
- IM0135 Górskie lasy deszczowe północnych Ghatów Zachodnich (North Western Ghats montane rain forests)
- IM0136 Lasy deszczowe północnych Gór Annamskich (Northern Annamites rain forests)
- IM0144 Górskie lasy deszczowe Półwyspu Malajskiego (Peninsular Malaysian montane rain forests)
- IM0151 Górskie lasy deszczowe południowych Ghatów Zachodnich (South Western Ghats montane rain forests)
- IM0152 Lasy deszczowe południowych Gór Annamskich (Southern Annamites montane rain forests)
- IM0155 Cejlońskie górskie lasy deszczowe (Sri Lanka montane rain forests)
- IM0159 Sumatrzańskie górskie lasy deszczowe (Sumatran montane rain forests)
- IM0167 Górskie lasy deszczowe zachodniej Jawy (Western Java montane rain forests)

w Ameryce Południowej i Środkowej:
- NT0105 Boliwijskie lasy yunga (Bolivian Yungas)
- NT0109 Górskie lasy doliny Cauki (Cauca Valley montane forests)
- NT0112 Środkowoamerykańskie wilgotne lasy górskie (Central American montane forests)
- NT0113 Górskie lasy Chiapas (Chiapas montane forests)
- NT0114 Górskie lasy Chimalapas (Chimalapas montane forests)
- NT0117 Górskie lasy Kordyliery Nadbrzeżnej (Cordillera La Costa montane forests)
- NT0118 Górskie lasy Kordyliery Wschodniej (Cordillera Oriental montane forests)
- NT0121 Górskie lasy wschodniej Kordyliery Środkowej (Eastern Cordillera real montane forests)
- NT0122 Wschodniopanamskie lasy górskie (Eastern Panamanian montane forests)
- NT0124 Lasy wilgotne Wyżyny Gujańskiej (Guianan Highlands moist forests)
- NT0136 Górskie lasy doliny Magdaleny (Magdalena Valley montane forests)
- NT0145 Północno-zachodnio-andyjskie lasy górskie (Northwestern Andean montane forests)
- NT0146 Górskie lasy Oaxaki (Oaxacan montane forests)
- NT0153 Peruwiańskie lasy yunga (Peruvian Yungas)
- NT0159 Górskie lasy Sierra Nevada de Santa Marta (Santa Marta montane forests)
- NT0165 Południowoandyjskie lasy yunga (Southern Andean Yungas)
- NT0167 Talamankańskie lasy górskie (Talamancan montane forests)
- NT0169 Gujańskie góry stołowe (Pantepui)
- NT0175 Wenezuelskie górskie lasy andyjskie (Venezuelan Andes montane forests)
- NT0177 Veracruzańskie lasy górskie (Veracruz montane forests)